# Ярославово
Ярославово (укр. Ярославове; до 2024 года — Малоярославец Второй) — село, относится к Болградскому району Одесской области Украины.
Население по переписи 2001 года составляло 707 человек. Почтовый индекс — 68551. Телефонный код — 4847.

## Местный совет
68551, Одесская обл., Болградский р-н, с. Малоярославец Второй, ул. Ленина, 72а